# Endomorphisme de Frobenius

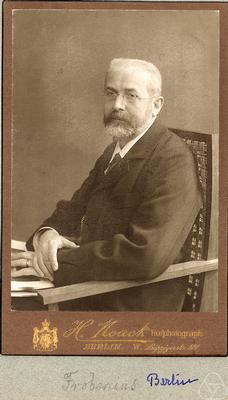
Ferdinand Georg Frobenius

En mathématiques, l'endomorphisme de Frobenius, nommé ainsi en l'honneur de Georg Ferdinand Frobenius, est un endomorphisme d'anneau commutatif défini de façon naturelle à partir de la caractéristique.
Il est particulièrement utilisé dans le contexte de la théorie de Galois, soit dans le cas des corps de caractéristique non nulle et plus spécifiquement dans le cas des corps finis et dans la théorie des corps de classes. Si le corps est fini, il s'agit alors d'un automorphisme.
Il est généralement utilisé en théorie algébrique des nombres, par exemple pour la démonstration de la loi de réciprocité quadratique.

## Définition
Soit A un anneau commutatif unitaire ayant pour caractéristique un nombre premier p > 0. L'endomorphisme de Frobenius est l'application définie par :
Elle est souvent notée FrobA, ou Frob s'il n'y a pas d'ambiguïté.
- Un élément de Frobenius est une puissance de l'endomorphisme de Frobenius pour la loi de composition des applications.
- L'automorphisme de Frobenius désigne l'endomorphisme de Frobenius s'il est bijectif.

Si l'endomorphisme de Frobenius est bijectif, l'ensemble des éléments de Frobenius forme un sous-groupe cyclique du groupe des bijections de l'anneau — le sous-groupe engendré par l'automorphisme de Frobenius — d'où la définition suivante :
- Dans le cas où l'endomorphisme de Frobenius est bijectif, le groupe de Frobenius est l'ensemble des éléments de Frobenius muni de la loi de composition des applications.

## Propriétés

### Morphisme
- L'endomorphisme de Frobenius est un morphisme d'anneaux.

Les deux propriétés multiplicatives sont dues au fait que l'anneau est commutatif (et unifère) :
Pour la propriété additive, on part de la formule du binôme de Newton :
Comme p est premier, il divise tous les coefficients binomiaux à l'exception du premier et du dernier (cf. Diviseurs et coefficients binomiaux). Cette propriété permet de conclure :

### Injectivité et surjectivité
- Si l'anneau A est intègre alors l'endomorphisme de Frobenius est injectif.

En effet, si l'anneau est intègre alors il ne contient aucun diviseur de zéro, donc une puissance d'un élément est nulle si et seulement si cet élément est nul.
Toute injection d'un ensemble fini dans lui-même étant une surjection (donc une permutation), on en déduit :
- Si l'anneau A est intègre et fini, l'endomorphisme est bijectif.

### Point fixe
Le corps premier contenu dans l'anneau A est le corps fini à p éléments, Fp = ℤ/pℤ. D'après le petit théorème de Fermat, ses éléments sont fixes par FrobA :
- Tout élément du corps premier est invariant par l'endomorphisme de Frobenius.

Dans le cas où l'anneau est intègre, le polynôme Xp – X ne peut posséder plus de racines que son degré. Il possède donc exactement comme racines les éléments de son corps premier.
- Si l'anneau est intègre les seuls points fixes de l'endomorphisme de Frobenius sont les éléments du corps premier.

Une autre conséquence est le fait suivant :
- L'endomorphisme de Frobenius est un endomorphisme linéaire du Fp-espace vectoriel A, c'est-à-dire :

Pour A égal à l'anneau des polynômes à coefficients dans Fp, cette linéarité donne l'identité remarquable :

### Théorie de Galois
Dans le cas des corps commutatifs de caractéristique non nulle, l'endomorphisme de Frobenius apparaît comme un élément du groupe de Galois lorsqu'il est bijectif, en particulier donc si le corps est fini.
Le corps fini Fpn est une extension galoisienne de degré n de Fp dont le groupe de Galois (d'ordre n) est réduit au groupe de Frobenius. Le sous-corps des éléments invariants par un élément de Frobenius d'ordre k est donc Fpm, où m est égal à n/k. Toutes ces propriétés sont démontrées dans l'article sur les corps finis.
Dans le cas des extensions infinies, les éléments de Frobenius jouent aussi un rôle majeur. Ils sont particulièrement utilisés pour comprendre comment les idéaux premiers se décomposent dans les extensions abéliennes.

## Applications
Les applications sont nombreuses, l'endomorphisme de Frobenius apparaît comme un outil indispensable pour l'analyse des anneaux intègres de caractéristique p si p est premier. On peut citer comme exemple l'analyse de la séparabilité ou encore celles des polynômes minimaux dans un corps fini.

### Polynôme et séparabilité
Un polynôme à coefficients dans un corps commutatif est dit séparable s'il n'admet pas de racine multiple dans son corps de décomposition, et le corps est dit parfait si tous ses polynômes irréductibles sont séparables. L'objet de cette section est de démontrer le théorème :

Un corps commutatif de caractéristique non nulle est parfait si et seulement si son endomorphisme de Frobenius est surjectif.
dont se déduit le corollaire suivant, dû au fait que l'endomorphisme de Frobenius de tout corps fini est surjectif (cet endomorphisme est bien défini car un tel corps est commutatif d'après le théorème de Wedderburn) :

Tout corps fini est parfait.

Avant de se limiter au cas d'un corps, on peut remarquer que pour tout anneau commutatif A de caractéristique un nombre premier p, l'anneau A[X] est aussi de caractéristique p. L'endomorphisme FrobA[X] est donc défini (et injectif si A est intègre). Son image est constituée des polynômes de la forme Q(Xp) avec Q polynôme à coefficients dans l'image de FrobA, puisque
Supposons désormais que A est un corps commutatif de caractéristique p > 0.
- Si FrobA est surjectif, montrons que A est parfait. Soit P un polynôme irréductible sur A. Ce n'est donc pas une puissance p-ième, c'est-à-dire, d'après ce qui précède, qu'il n'existe pas de polynôme Q, à coefficients dans l'image A de FrobA, tel que P(X) = Q(Xp). Sachant que P est irréductible, ceci prouve qu'il est séparable.
- Réciproquement, si A est parfait, montrons que FrobA est surjectif, c'est-à-dire que tout élément a de A possède une racine p-ième dans A. Considérons le polynôme P(X) = Xp – a, et r une racine dans un corps de rupture. Alors (X – r)p = P(X) donc P(X) n'est pas séparable, donc pas irréductible (puisque A est parfait), c'est-à-dire qu'il existe un entier k, strictement compris entre 0 et p, tel que (X – r)k soit à coefficients dans A. De rk ∈ A et rp ∈ A on déduit, par le théorème de Bézout : r ∈ A.

### Polynôme minimal et corps fini
L'automorphisme de Frobenius permet la détermination de tous les polynômes unitaires à coefficients dans Fp irréductibles et de degré divisant n. Ce sont les polynômes minimaux sur Fp des éléments du corps fini Fq avec q = pn. Chaque polynôme minimal d'un élément de Fq apparaît une et une seule fois dans le polynôme Xq – X. En conséquence, tout polynôme irréductible différent de X divise un polynôme cyclotomique. L'ensemble des conjugués d'un élément de Fq est l'orbite de cet élément sous l'action du groupe de Frobenius.
Il devient alors possible de déterminer exactement le nombre de polynômes unitaires irréductibles de degré n. Parmi eux, les polynômes primitifs, c’est-à-dire dont chaque racine est un générateur du groupe multiplicatif Fq*, sont au nombre de φ(q – 1)/n, où φ désigne l'indicatrice d'Euler.